# Депривація сну
Депривація сну — нестача або цілковита відсутність задоволення потреби у сні. Може виникнути як результат розладів сну, усвідомленого вибору або примусово, при тортурах і допитах. Позбавлення сну також іноді застосовується для лікування при депресивних станах. Хронічне обмеження сну може викликати втому, денну сонливість, незграбність, призводити до збільшення ваги та загалом негативно впливає на мозок і когнітивні функції. Проте в деяких випадках депривація сну може, як це не парадоксально, призвести до підвищення рівня енергії та пильності, а також до покращення настрою; і хоча довгострокові наслідки депривації сну ніколи не були повністю вивченими, її часто використовують як ефективний метод для лікування депресії.
Деякі дослідження порівнювали ефекти сильного загального позбавлення сну і хронічного обмеження часткового сну. Повна відсутність сну протягом тривалого періоду не часто зустрічається (тільки якщо пацієнт не страждає від фатального безсоння, котре часто передається генетично, або конкретних проблем, викликаних хірургічним втручанням), оскільки коротких мікроснів просто неможливо уникнути під час цього періоду. Тривала загальна депривація сну призвела до смерті у лабораторних тварин.

## Використання

### Наукові дослідження
У науці експерименти з депривації сну (зокрема на людях) використовуються для вивчення функцій сну і біологічних механізмів, пов'язаних з його нестачею.

### Лікування депресій
Депривація сну застосовується при лікуванні деяких видів депресій, особливо з елементами апатії. У психіатричну практику цей метод був введений Вальтером Шульте (Walter Schulte) у 1966. У його дослідженнях було показано, що депривація сну покращує стан хворих із психогенними і органічними депресіями.

### Тортури
Як методи тортур використовувалися різні види позбавлення людини базових потреб (депривація), у тому числі і депривація сну. Так, в американському таборі Гуантанамо до ув'язнених застосовувалася тортури музикою — позбавлення сну та спокою за допомогою гучної тривалої музики. Під час В'єтнамської війни американських льотчиків, захоплених у полон у Північному В'єтнамі, прив'язували або приковували до стільця та змушували цілодобово сидіти без зміни пози, при цьому не даючи спати.

### Усвідомлений вибір
Іноді депривація сну може бути використана усвідомлено, як форма богослужіння, розваги, самопізнання або легальної заміни наркотиків. Методика позбавлення себе сну також використовується для досягнення зміненого стану свідомості — яскраві галюцинації, підвищені почуття можуть виникнути після двох безсонних діб (або менше).
У християнстві практика символічно використовується у вигляді всеношного бдіння.
У Книзі рекордів Гіннеса є рекорд по числу годин, проведених людиною без сну. Взимку 1963 він був встановлений 17-річним школярем Ренді Гарднером, який не спав 264 години (11 діб). Після цього представники Книги рекордів заявили, що більше не будуть реєструвати спроби побити цей рекорд, оскільки це може становити загрозу здоров'ю людини. Проте спроби побити рекорд тривали. Останній рекорд датований 2007 роком і належить британцеві Тоні Райта, який зміг безперервно не спати протягом 275 годин.

## Фізіологічні ефекти
У загальному випадку нестача сну може призвести до наступних проявів:
- Біль у м'язах[10]
- Падіння гостроти зору
- Клінічна депресія
- Дальтонізм
- Надмірна сонливість протягом дня
- Зменшення здатності до концентрації та мислення
- Втрата почуття особистості та реальності
- Ослаблення імунної системи
- Запаморочення
- непритомний стан
- Загальне замішання
- Галюцинації (візуальні та слухові)[11]
- Тремор кінцівок[12]
- Головний біль
- Гіперактивність
- Перенапруження
- Нетерплячість
- Дратівливість
- Усвідомлені сновидіння (при поновленні сну)
- Провали в пам'яті[13]
- Нудота
- Ністагм (швидкий мимовільний ритмічний рух очима)[14]
- Схожі на психоз симптоми[15]
- Блідість
- Сповільнений час реакції
- Неясна або незв'язана мова
- Біль в горлі
- Закладений ніс
- Втрата або набір ваги
- Сильне позіхання[16]
- Делірій
- Симптоми, схожі на:
  - Синдром дефіциту уваги і гіперактивності[16]
  - Алкогольне сп'яніння
- Параноя
- Розлад кишечника, порушення травлення, діарея
- Підвищення артеріального тиску[17]
- Високий ризик виникнення діабету[18]
- Високий ризик виникнення фіброміалгії[19]

### Цукровий діабет
Дослідження, проведене в медичному центрі Чиказького університету, показало сильний вплив депривації сну на здатність людського тіла засвоювати глюкозу, що може призвести до цукрового діабету.

### Вплив на мозок
Депривація сну може негативно відбитися на функціонуванні мозку. У дослідженні, проведеному в 2000 в Каліфорнійському університеті в Сан-Дієго, використовувалася магнітно-резонансна томографія для моніторингу активності мозку людей, що виконують прості усні навчальні вправи. Активність лобових часток була вище у людей які виспалися - залежно від вправи мозок іноді намагався відшкодувати недолік сну. Скронева частка головного мозку, яка відповідає за обробку мови, активізувалася у людей які відпочили, чого не спостерігалося у тих хто не виспався. Активність тім'яної частки головного мозку, незадіяної у відпочилих людей при виконанні усних вправ, була вище ніж у людей з депривацією сну.
Експерименти на тваринах показують, що депривація сну збільшує виділення гормонів стресу, які можуть призвести до зниження швидкості регенерації клітин у мозку.

### Вплив на процес загоєння
Дослідження 2005 року показало, що здатність до загоєнню ран групи щурів, які провели 5 днів без сну, істотно не змінилася в порівнянні з контрольною групою.

### Ослаблення здібностей
Відповідно до дослідження, опублікованого в 2000 в British Medical Journal, депривація сну в чомусь схожа на алкогольне сп'яніння. Люди, які не спали протягом 17-19 годин виконували вправи гірше тих, у яких рівень алкоголю в крові становив 0,05 %, що є дозволеною межею в багатьох західних країнах (у США та Великій Британії він становить 0,08 %).
Нестача сну через довгі робочі зміни у лікарів призводить до збільшення кількості медичних помилок.

### Вплив на ріст і ожиріння
Депривація сну призводить до придушення секреції соматотропного гормону. При його недоліку надлишкові калорії конвертуються не в м'язову масу, а в жирові тканини. У дітей дефіцит цього гормону призводить до затримки росту.

### Мікросни
Мікроскриви відбуваються, коли людина має значне позбавлення сну. Мікроскрини зазвичай тривають кілька секунд і трапляються найчастіше в моменти сильного нападу сонливості в період тривалого неспання. Людина, як правило, впадає в мікросон, виконуючи одноманітне завдання, як водіння автомобіля, читання книги або перегляд фільму. Мікросни схожі на провали в пам'яті, і людина, яка їх переживає, не усвідомлює, що вони відбуваються.
Щось схоже на мікросни виявили у лабораторних щурів, котрим довго не давали заснути. У процесі, відомому як локальний сон, специфічні локалізовані області мозку переходили в періоди коротких (~ 80 мс), але частих (~ 40 / хв) станів. Незважаючи на періоди вимикання і вмикання нейронів, щури виявилися в стані бадьорості, хоча на тестах показували себе досить погано[джерело?].